# 이준우 (1969년)

이준우(본명 : 이용태, 1969년 6월 6일 ~ )는 대한민국의 배우이자, 1992년 연극배우 데뷔하여 1996년 KBS 18기 슈퍼 탤런트로 정식 데뷔 활동했으나, 미인컴퍼니에 소속 중이다. 
- 한 때 사랑과 전쟁 2에서 출연한 배우이기도 하다.

## 기본 정보
- 신체 : 184cm, 78kg
- 아내 : 홍나연

## 출연 작품

### 텔레비전 드라마
- 2013년 KBS2 《왕가네 식구들》
- 2012년 KBS2 《내 딸 서영이》
- 2011년 KBS2 《사랑과 전쟁 2》 - 남편 역
- 2011년~2012년 KBS2 《오작교 형제들》 - 남여울의 전 남편 역
- 2011년 KBS2 《사랑을 믿어요》
- 2009년 KBS2 《천추태후》 - 설신유 역
- 2008년 KBS2 《사랑과 전쟁》
- 2008년 KBS2 《엄마가 뿔났다》
- 2007년 KBS2 《며느리 전성시대》
- 2006년 KBS2 《투명인간 최장수》
- 2006년 KBS1 《서울 1945》 - 이동우 부관 역
- 2004년 KBS2 《북경 내 사랑》
- 2003년 KBS1 《무인시대》 - 백존유 역
- 2002년 SBS 《별을 쏘다》
- 2002년 KBS2 《고독》
- 2001년 KBS2 《아버지처럼 살기 싫었어》
- 2000년 KBS2 《태양은 가득히》
- 1999년 KBS2 《초대》
- 1998년 KBS2 《야망의 전설》
- 1996년 KBS1 《용의 눈물》
- 1996년 KBS2 《신고합니다》 - 수도방위사령부 헌병단 용산역 T.M.O 헌병 역
- 1995년 KBS2 《젊은이의 양지》
- 1995년 KBS2 《갈채》

### 영화
- 2007년 《허브》
- 2002년 《가문의 영광》

## 가족 관계
- 배우자 : 홍나연
  - 장남 : 이승훈 (2002년 ~ )
  - 차남 : 이승준[1] (2007년 ~ )
  - 삼남 : 이승민[1] (2007년 ~ )